# Museo del Vicino Oriente
Il Museo del Vicino Oriente, Egitto e Mediterraneo è sito all'interno del Rettorato della Sapienza - Università di Roma.
La maggior parte delle opere sono dell'Antico Egitto ma vi sono oggetti anche oggetti provenienti dalla Siria, da Ebla e, dalla Fenicia. Sono esposti:
- corredi funerari;
- frammenti di ceramiche;
- affreschi;
- resti di opere architettoniche provenienti da Antinoe in Egitto;
- lucerne;
- oinocoe;
- monete del I secolo d.C.